# Narodni list (New York)
Narodni list  je hrvatski iseljenički dnevni list koji izlazi u New Yorku od 1898. godine. 
U naslovu je stajalo i "the oldest American daily in Croatian ", odnosno da je to najstariji američki dnevni list na hrvatskom jeziku.